# Климент Карагюлев
Климент Наумов Карагюлев е български просветен деец.

## Биография
Климент Карагюлев е роден през 1866 година в Охрид, тогава в Османската империя или на 19 март 1868 година. Принадлежи към големия охридски род Карагюлеви. При избухването на Сръбско-българската война в 1885 година Климент Карагюлев е доброволец в Българската армия, в Македонския батальон. В 1889 година завършва с четвъртия випуск на Солунската българска мъжка гимназия. В 1892 година Карагюлев е основател на списание „Лоза“ и е член на Младата македонска книжовна дружина. Същата година завършва Историко-филологическия факултет на Софийския университет. В 1900 година е делегат на Самоковското македоно-одринско дружество на Седмия македонски конгрес.
През 1906 година превежда „Херман и Доротея“ от Гьоте, а през 1910 година „Дон Кихот“ на Сервантес.
След освиркването на цар Фердинанд при откриването на Народния театър в 1907 година е назначен за професор в университета на мястото на един от стачкуващите професори, но се отказва от назначението и излиза с отворено писмо, заради което е уволнен.
Преподава в Казанлъшкото Педагогическо училище, в Софийското техническо училище, където открива таланта на Христо Смирненски.
Автор е, заедно с Йордан Иванов и Серафим Ив. Барутчийски, на „Всеобща история на литературата“, както и на много учебници.
Ученикът на Карагюлев в Техническото училище Георги Томалевски пише за него:
| „ | Един ден в нашите класни стаи влиза човек, който става не някакъв епизод или само бледен спомен от нашето ученическо време, а направо съдба. Това е нашият преподавател по литература Климент Карагюлев - високопросветен патриот от Охрид... Климент Карагюлев обаче излъчва от себе си странен огън и непрекъснат ентусиазъм. Аз не помня човек с повече пламък от него. Тоя ентусиазъм и пламък се излъчват не само от неговите думи, но от неговата стойка, глас и може би най-много от неговите блестящи тъмни очи, в които винаги гори нещо. Ние отидахме в това училище да учим техника, но се сблъскахме с надвиващото над всичко слово на тоя неповторим човек, на тоя стихиен патриот, оратор и приятел на бедните младежи... Аз напълно съм убеден, че той изигра голяма роля да избледнее съвсем техникът Христо Измирлиев и да се пробуди поетът Христо Смирненски. Групичката другари в ъгъла на двора не приказва вече за нищо друго освен за литература и за впечатлението от последната лекция на нашия учител Карагюлев. От ден на ден Карагюлев става по-значителен фактор за развитието на Смирненски. Думите на тоя рядък преподавател с маслиненочерните очи, жестът на хубавата му ръка, заразяващото слово, изрядното му писмо и безукоризнено извършваните езикови анализи създават у бъдещия поет стил, чувство за фразата, образност, усет за ритъм и рима и най-много любов към поезията. Карагюлев познава увлечението на младите хора към модернизма в литературното творчество и затова полага особени усилия да ни предпази от него. Като оръжие срещу това зло той бе избрал Вазов. Не помня нито една от лекциите на Климент Карагюлев да е завършила спокойно, равно и скучно като след някакъв формално изпълнен дълг. Когато напуска класа и затваря след себе си вратата, в стаята остава невидим облак от неговото присйствие и още дълго време тишина. Остава неговият ентусиазъм, творческата му сила. Карагюлев никога не излиза от стаята спокоен, а винаги развълнуван, както е развълнуван един артист на сцената. | “ |

Климент Карагюлев е автор на „Всеобща история на литературата“ в съавторство с Йорд. Иванов и С. Ив. Барутчийски и на много учебници.